# Eugenia imaruiensis
Eugenia imaruiensis är en myrtenväxtart som beskrevs av Carlos Maria Diego Enrique Legrand. Eugenia imaruiensis ingår i släktet Eugenia och familjen myrtenväxter. Inga underarter finns listade i Catalogue of Life.